# Pocho (departement)
Pocho is een departement in de Argentijnse provincie Córdoba. Het departement (Spaans: departamento) heeft een oppervlakte van 3.207 km² en telt 5.132 inwoners.

## Plaatsen in departement Pocho
- Chancaní
- Las Palmas
- Los Talares
- Salsacate
- San Gerónimo
- Tala Cañada
- Villa de Pocho